# Veliká Ves (okres Praha-východ)
Obec Veliká Ves se nachází v okrese Praha-východ, kraj Středočeský. Rozkládá se asi devatenáct kilometrů severně od centra Prahy a osmnáct kilometrů západně od města Brandýs nad Labem-Stará Boleslav. Žije zde 394 obyvatel.

## Historie
První písemná zmínka o obci pochází z roku 1271.

### Územněsprávní začlenění
Dějiny územněsprávního začleňování zahrnují období od roku 1850 do současnosti. V chronologickém přehledu je uvedena územně administrativní příslušnost obce v roce, kdy ke změně došlo:
- 1850 země česká, kraj Praha, politický i soudní okres Karlín[4]
- 1855 země česká, kraj Praha, soudní okres Karlín[4]
- 1868 země česká, politický i soudní okres Karlín[4]
- 1927 země česká, politický okres Praha-venkov, soudní okres Karlín[5]
- 1929 země česká, politický okres Praha-venkov, soudní okres Praha-sever[6]
- 1939 země česká, Oberlandrat Praha, politický okres Praha-venkov, soudní okres Praha-sever[7]
- 1942 země česká, Oberlandrat Praha, politický okres Praha-venkov-sever, soudní okres Praha-sever[8]
- 1945 země česká, správní okres Praha-venkov-sever, soudní okres Praha-sever[9]
- 1949 Pražský kraj, okres Praha-sever[10]
- 1960 Středočeský kraj, okres Praha-východ[11]

### Rok 1932
Ve vsi Veliká Ves u Prahy (přísl. Čeňkov, 495 obyvatel, poštovní úřad, telegrafní úřad, telefonní úřad) byly v roce 1932 evidovány tyto živnosti a obchody: 3 hostince, kolář, konsum Svépomoc, kovář, 2 obuvníci, pekař, 4 pojišťovací jednatelství, porodní asistentka, 5 rolníků, řezník, sedlář, 4 obchody se smíšeným zbožím, spořitelní a záložní spolek, 2 trafiky, 2 truhláři, 3 vápenice, 2 zahradnictví.

## Pamětihodnosti
- Kostel svatého Vavřince

## Doprava
Dopravní síť
- Pozemní komunikace – Obcí prochází silnice III. třídy. Ve vzdálenosti 2,5 km vede silnice II/522 Odolena Voda - Chlumín. Ve vzdálenosti 4 km lze najet na silnici I/9 Zdiby - Líbeznice - Mělník - Česká Lípa - Rumburk.

- Železnice – Železniční trať ani stanice na území obce nejsou. Nejblíže obci je železniční zastávka Chlumín ve vzdálenosti 3 km ležící na trati 092 mezi městy Kralupy nad Vltavou a Neratovice.

Veřejná doprava 2011
- Autobusová doprava – V obci měly zastávku příměstské autobusové linky Praha,Kobylisy - Neratovice,Korycany (denně s mnoha spoji) (dopravce ČSAD Střední Čechy, a. s.) a Korycany-Neratovice-Lobkovice (v pracovních dnech 4 spoje) (dopravce Veolia Transport Praha, a. s.).

## Galerie

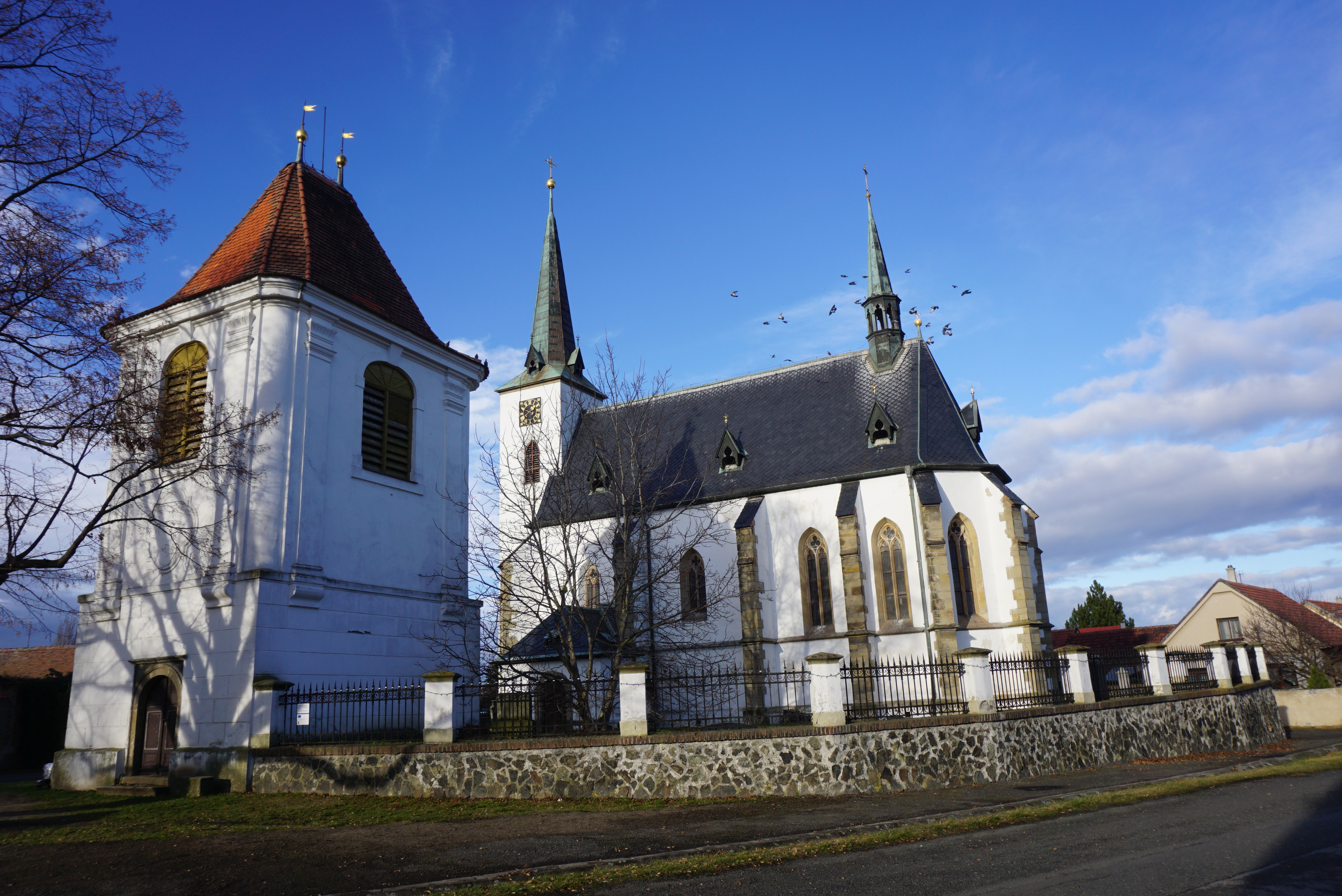
Kostel svatého Vavřince
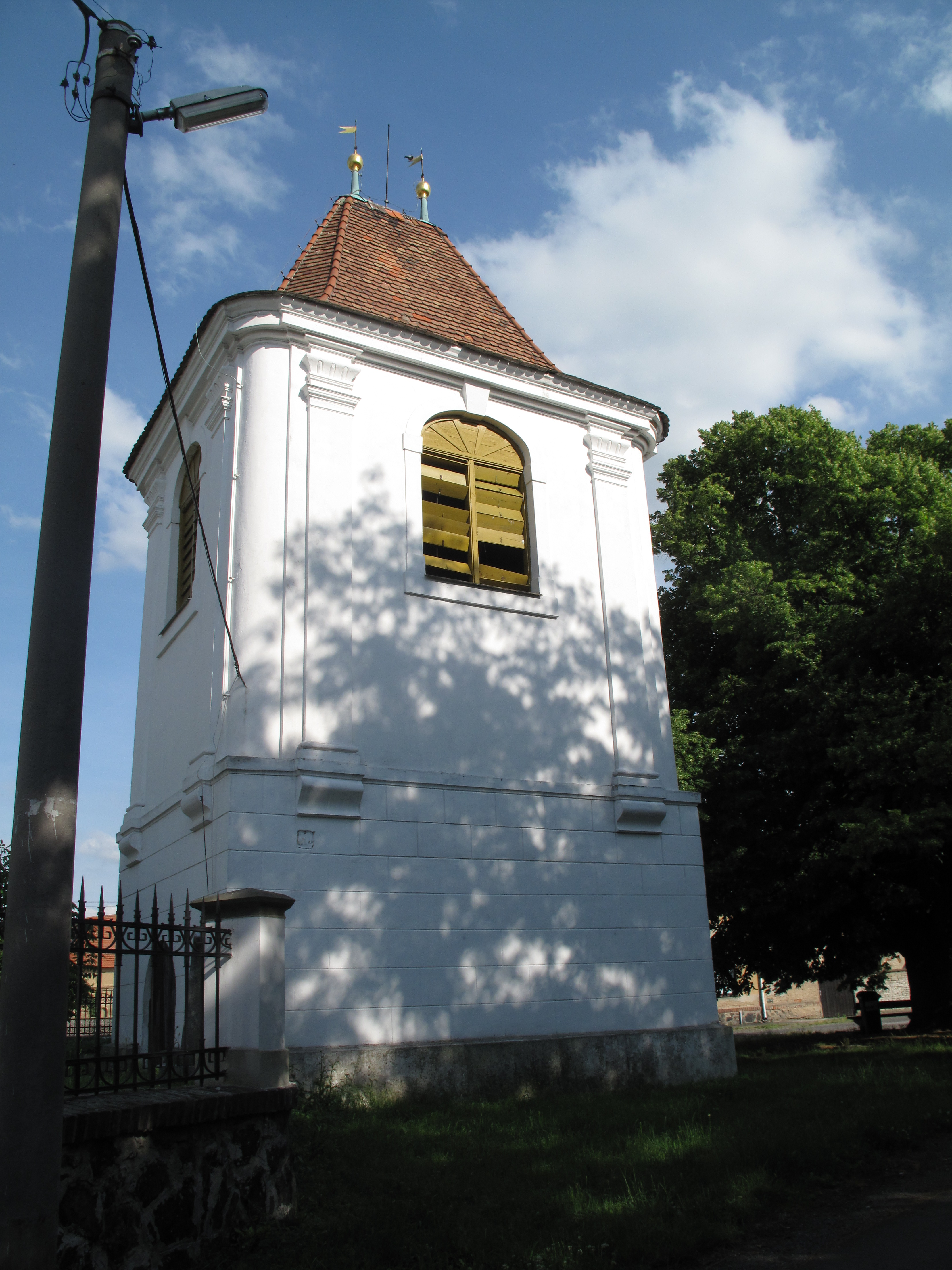
Zvonice
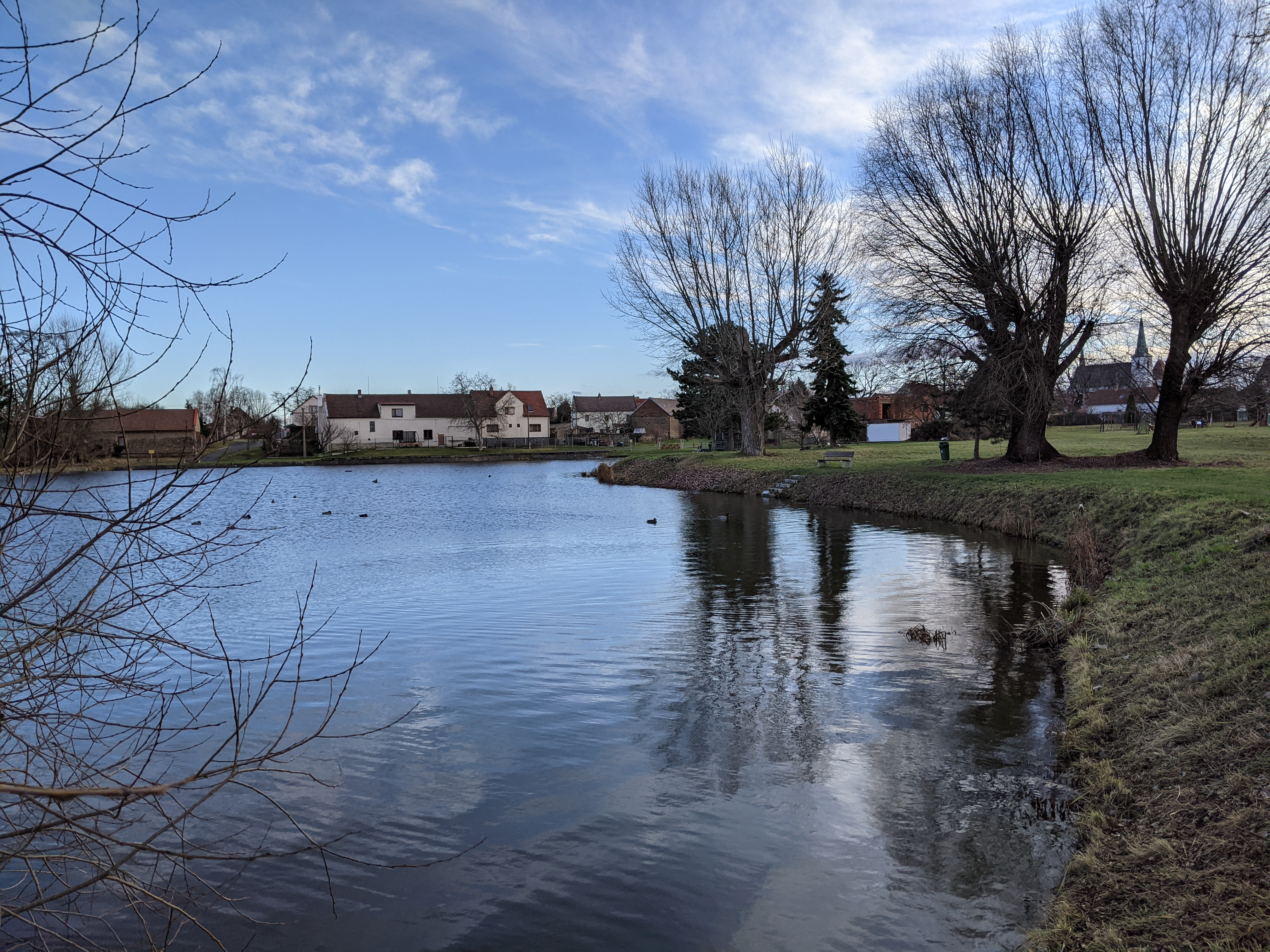
Rybník v severní části vsi
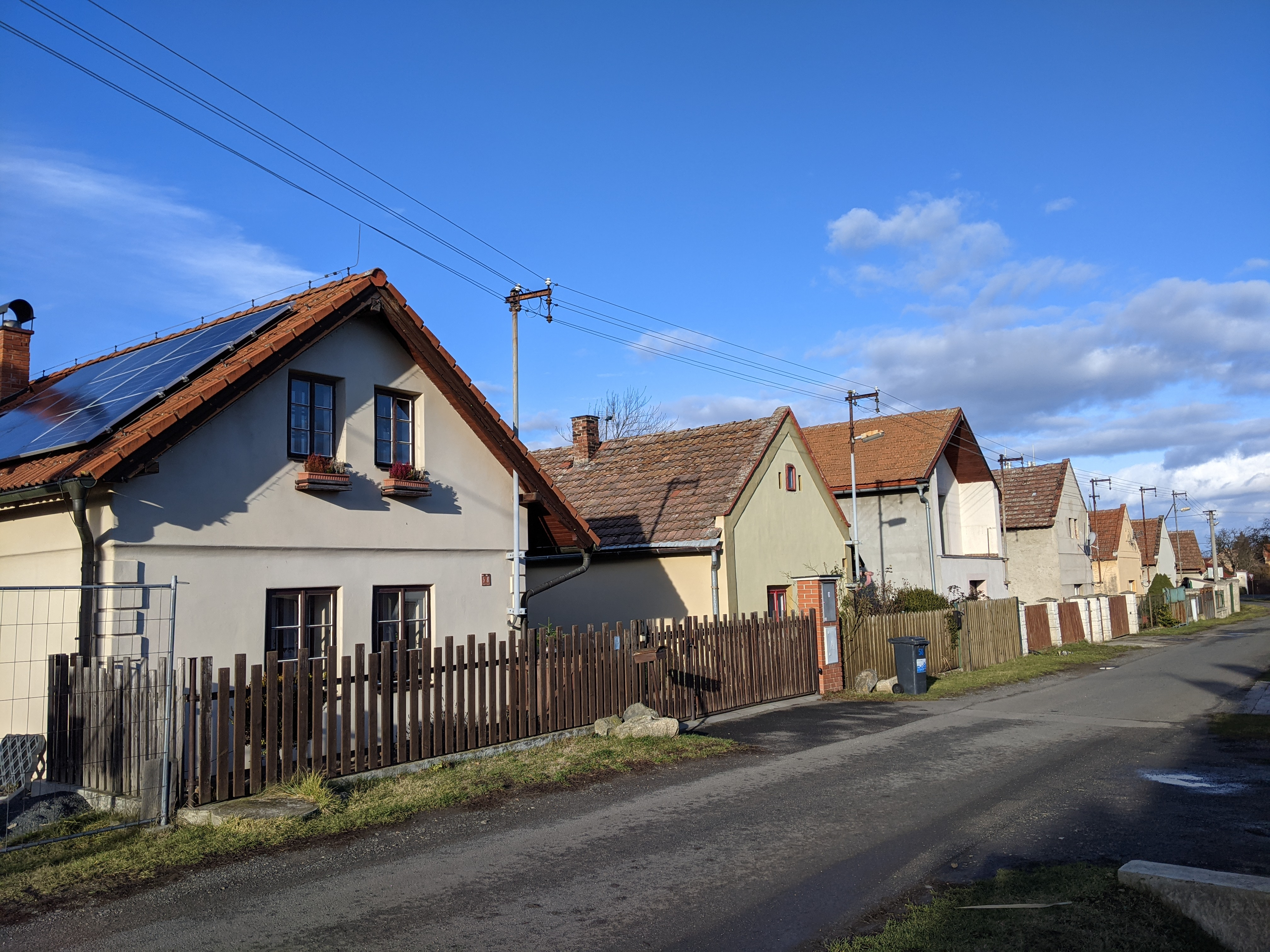
V Kateřinkách
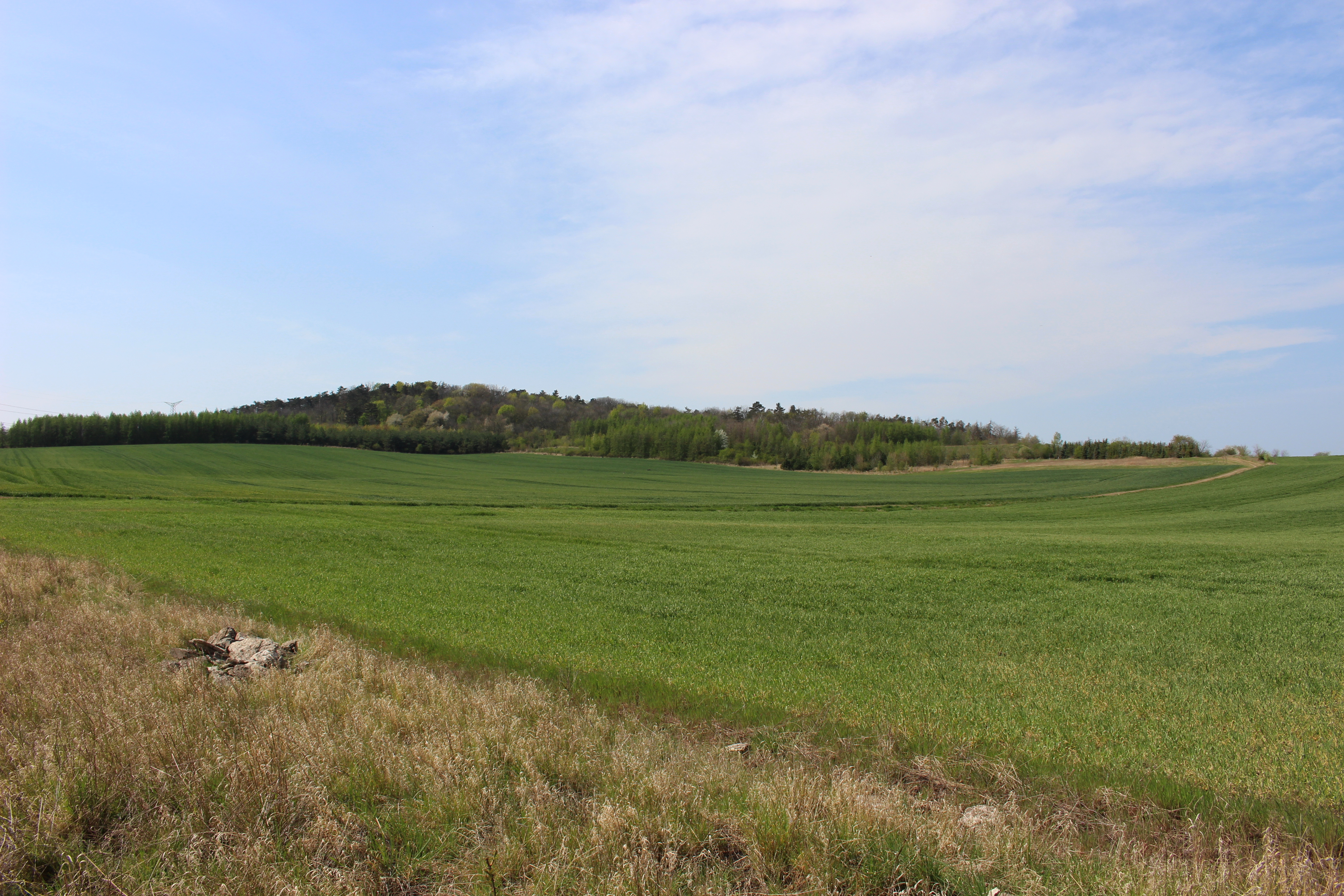
Vrch Na skalách (265 m)